# 광정동
광정동(光亭洞)은 대한민국 경기도 군포시 북쪽에 있는 동이다. 서쪽으로 안산시와 경계를 접하고 있고, 북쪽으로는 산본2동, 남쪽으로는 궁내동과 수리동과 각각 경계를 접하고 있다.

## 역사
과천군 남면 산본리였다가, 1914년 행정구역 개편에 따라 시흥군 남면 산본리가 되었다. 1979년 5월 1일 군포읍 산본리가 되었으며, 1989년 1월 1일 군포시 승격으로 산본2동 관할이 되었다가, 1995년 3월 6일 산본2동에서 분동되어 광정동이 되었다.

## 법정동
- 산본동 (일부)

## 주거
- 주몽마을 주공10단지 - 1996년 8월 입주 / ㈜서한, 대원실업㈜
- 세종마을 주공6단지 - 1994년 7월 입주 / 성지건설
- 을지삼익한일 - 1993년 9월 입주 / 삼익주택, 한일개발
- 산본 e편한세상 센트럴파크 - 2002년 1월 입주 / 대림건설
- 삼성장미 - 1993년 7월 입주 / 삼성종합건설
- 우방목련 - 1994년 10월 입주 / 우방, ㈜한국공영
- 한양목련 - 1994년 10월 입주 / 한양

## 교육
- 태을초등학교
- 도장중학교
- 산본중학교
- 신흥초등학교
- 산본고등학교
- 광정초등학교

## 교통
- 수도권 전철 4호선 산본역

## 주요 기관
- 군포경찰서 산본지구대
- 산본도서관
- 문화예술회관
- 산본119안전센터